# Cyprinodontidae
Cyprinodontidae é uma família de peixes actinopterígeos pertencentes à ordem Cyprinodontiformes.

## Taxonomía
A base de dados FishBase assume que existem 119 espécies com 9 subespécies em 10 géneros:
- Género Aphanius
  - Aphanius anatoliae (Leidenfrost, 1912)
  - Aphanius apodus (Gervais, 1853)
  - Aphanius asquamatus (Sözer, 1942)
  - Aphanius baeticus (Doadrio, Carmona y Fernández-Delgado, 2002)
  - Aphanius burdurensis (Ermin, 1946)
  - Aphanius chantrei (Gaillard, 1895)
  - Aphanius danfordii (Boulenger, 1890)
  - Aphanius desioi (Gianferrari, 1933)
  - Aphanius dispar dispar (Rüppell, 1829)
    - Aphanius dispar richardsoni (Boulenger, 1907)

  - Aphanius fasciatus (Valenciennes, 1821)
  - Aphanius ginaonis (Holly, 1929)
  - Aphanius iberus (Valenciennes, 1846)
  - Aphanius isfahanensis (Hrbek, Keivany y Coad, 2006). No listado en FishBase.[3]
  - Aphanius mento (Heckel, 1843)
  - Aphanius opavensis (Gaudant, 2006). No listado en FishBase.[4]
  - Aphanius punctatus (Heckel, 1847)
  - Aphanius saourensis (Blanco, Hrbek y Doadrio, 2006). No listado en FishBase.[5]
  - Aphanius sirhani (Villwock, Scholl y Krupp, 1983)
  - Aphanius sophiae (Heckel, 1847)
  - Aphanius sureyanus (Neu, 1937)
  - Aphanius villwocki (Hrbek y Wildekamp, 2003)
  - Aphanius vladykovi (Coad, 1988)
- Género Cualac
  - Cualac tessellatus (Miller, 1956)
- Género Cubanichthys
  - Cubanichthys cubensis (Eigenmann, 1903)
  - Cubanichthys pengelleyi (Fowler, 1939)
- Género Cyprinodon
  - Cyprinodon albivelis (Minckley y Miller, 2002)
  - Cyprinodon alvarezi (Miller, 1976)
  - †Cyprinodon arcuatus (Minckley y Miller, 2002)
  - Cyprinodon artifrons (Hubbs, 1936)
  - Cyprinodon atrorus (Miller, 1968)
  - Cyprinodon beltrani (Alvarez, 1949)
  - Cyprinodon bifasciatus (Miller, 1968)
  - Cyprinodon bobmilleri (Lozano-Vilano y Contreras-Balderas, 1999)
  - Cyprinodon bondi (Myers, 1935)
  - Cyprinodon bovinus (Baird y Girard, 1853)
  - †Cyprinodon ceciliae (Lozano-Vilano y Contreras Balderas, 1993)
  - Cyprinodon dearborni (Meek, 1909)
  - Cyprinodon diabolis (Wales, 1930)
  - Cyprinodon elegans (Baird y Girard, 1853)
  - Cyprinodon eremus (Miller y Fuiman, 1987)
  - Cyprinodon esconditus (Strecker, 2002)
  - Cyprinodon eximius (Girard, 1859)
  - Cyprinodon fontinalis (Aksiray, 1948)
  - Cyprinodon higuey (Rodriguez y Smith, 1990)
  - Cyprinodon hubbsi (Carr, 1936)
  - †Cyprinodon inmemoriam (Lozano-Vilano y Contreras Balderas, 1993)
  - Cyprinodon labiosus (Humphries y Miller, 1981)
  - Cyprinodon laciniatus (Hubbs y Miller, 1942)
  - †Cyprinodon latifasciatus (Garman, 1881)
  - Cyprinodon longidorsalis (Lozano-Vilano y Contreras Balderas, 1993)
  - Cyprinodon macrolepis (Miller, 1976)
  - Cyprinodon macularius (Baird y Girard, 1853)
  - Cyprinodon maya (Humphries y Miller, 1981)
  - Cyprinodon meeki (Miller, 1976)
  - Cyprinodon nazas (Miller, 1976
  - Cyprinodon nevadensis nevadensis (Eigenmann y Eigenmann, 1889)
    - Cyprinodon nevadensis amargosae (Miller, 1948)
    - Cyprinodon nevadensis calidae (Miller, 1948)
    - Cyprinodon nevadensis mionectes (Miller, 1948)
    - Cyprinodon nevadensis pectoralis (Miller, 1948)
    - Cyprinodon nevadensis shoshone (Miller, 1948)

  - Cyprinodon nichollsi (Smith, 1989)
  - Cyprinodon pachycephalus (Minckley y Minckley, 1986)
  - Cyprinodon pecosensis (Echelle y Echelle, 1978)
  - Cyprinodon pisteri (Miller y Minckley, 2002)
  - Cyprinodon radiosus (Miller, 1948)
  - Cyprinodon riverendi (Poey, 1860)
  - Cyprinodon rubrofluviatilis (Fowler, 1916)
  - Cyprinodon salinus (Miller, 1943)
    - Cyprinodon salinus milleri (LaBounty y Deacon, 1972)

  - Cyprinodon salvadori (Lozano-Vilano, 2002)
  - Cyprinodon simus (Humphries y Miller, 1981)
  - Cyprinodon tularosa (Miller y Echelle, 1975)
  - Cyprinodon variegatus (Lacépède, 1803)
    - Cyprinodon variegatus baconi (Breder, 1932)
    - Cyprinodon variegatus ovinus (Mitchill, 1815)

  - Cyprinodon verecundus (Humphries, 1984)
  - Cyprinodon veronicae (Lozano-Vilano y Contreras Balderas, 1993)
- Género Floridichthys
  - Floridichthys carpio (Günther, 1866)
  - Floridichthys polyommus (Hubb, 1936)
- Género Garmanella
  - Garmanella pulchra (Hubbs, 1936)
- Género Jordanella
  - Jordanella floridae (Goode y Bean, 1879)
- Género Lebias
  - Lebias persicus (Jenkins, 1910)
  - Lebias splendens (Kosswig y Sözer, 1945)
  - Lebias stiassnyae Getahun y Lazara, 2001
  - Lebias transgrediens (Ermin, 1946)
- Género Megupsilon
  - Megupsilon aporus (Miller y Walters, 1972)
- Género Orestias
  - Orestias agassizii (Valenciennes, 1846)
  - Orestias albus (Valenciennes, 1846)
  - Orestias ascotanensis (Parenti, 1984)
  - Orestias chungarensis (Vila y Pinto, 1987)
  - Orestias crawfordi (Tchernavin, 1944)
  - Orestias ctenolepis (Parenti, 1984)
  - Orestias cuvieri (Valenciennes, 1846)
  - Orestias elegans (Baird y Girard, 1853)
  - Orestias empyraeus (Allen, 1942)
  - Orestias forgeti (Lauzanne, 1981)
  - Orestias frontosus (Cope, 1876)
  - Orestias gilsoni (Tchernavin, 1944)
  - Orestias gracilis (Parenti, 1984)
  - Orestias gymnotus (Parenti, 1984)
  - Orestias hardini (Parenti, 1984)
  - Orestias imarpe (Parenti, 1984)
  - Orestias incae (Garman, 1895)
  - Orestias ispi (Lauzanne, 1981)
  - Orestias jussiei (Valenciennes, 1846)
  - Orestias lastarriae (Philippi, 1876)
  - Orestias laucaensis (Arratia, 1983)
  - Orestias luteus (Valenciennes, 1846)
  - Orestias minimus (Tchernavin, 1944)
  - Orestias minutus (Tchernavin, 1944)
  - Orestias mooni (Tchernavin, 1944)
  - Orestias mulleri (Valenciennes, 1846)
  - Orestias multiporis (Parenti, 1984)
  - Orestias mundus (Parenti, 1984)
  - Orestias olivaceus (Garman, 1895)
  - Orestias parinacotensis (Arratia, 1982)
  - Orestias pentlandii (Valenciennes, 1846)
  - Orestias piacotensis (Vila, 2006). No listado en FishBase.[6]
  - Orestias polonorum (Tchernavin, 1944)
  - Orestias puni (Tchernavin, 1944)
  - Orestias richersoni (Parenti, 1984)
  - Orestias robustus (Parenti, 1984)
  - Orestias silustani (Allen, 1942)
  - Orestias taquiri (Tchernavin, 1944)
  - Orestias tchernavini (Lauzanne, 1981)
  - Orestias tomcooni (Parenti, 1984)
  - Orestias tschudii (Castelnau, 1855)
  - Orestias tutini (Tchernavin, 1944)
  - Orestias uruni (Tchernavin, 1944)
  - Orestias ututo (Parenti, 1984)